# Pando (arbre)
Pour les articles homonymes, voir Pando.
Pando (« je m'étends » en latin) est une immense colonie clonale d'environ 47 000 peupliers faux-trembles (Populus tremuloides), située dans le comté de Sevier (Utah, États-Unis).

## Caractéristiques et records
Cette colonie est considérée comme l'organisme vivant le plus lourd et le plus âgé de la planète, avec une masse organique estimée à 6 000 tonnes, et un âge estimé initialement à 80 000 ans.
Il n'existe toutefois pas de méthode fiable pour calculer l'âge d'un tel organisme. Une étude climatologique de la zone géographique autour de la colonie indique que l'emplacement de la colonie était susceptible d'être recouvert par les glaciers en extension maximale durant le dernier maximum glaciaire datant d'il y a 21 000 ans. Les diverses glaciations depuis sont susceptibles d'avoir recouvert la zone de croissance de la colonie. Ces éléments, combinés à des études de modélisation de la croissance biologique de la colonie clonale, sont en faveur d'une estimation plus vraisemblable de l'ordre de 14 000 ans. En 2024, l'âge de Pando est conforté à plus de 16 000 ans,.
Si les colonies nord-américaines de faux-trembles se déploient en moyenne sur une surface de 0,04 ha, Pando couvre à elle seule 43 ha, de loin la plus étendue au monde.

## Génétique
Pando est une forêt de clones issus d'une seule graine, ses nombreux arbres provenant d'une multiplication végétative à partir de drageons poussant sur les racines. En 2024, une étude génétique portant sur plus de 500 échantillons de racines, de feuilles et d'écorces de Pando montre des variations (affectant parfois les propriétés des branches, des feuilles ou des racines) dues à des mutations somatiques. Curieusement, les chercheurs n'ont pas trouvé d'ensembles localisés impliquant les mêmes mutations,.

## Menaces
Pando est protégée de la déforestation par le Service des forêts des États-Unis. Cependant elle fait face à d'autres menaces, telles que :
- la surpopulation de cerfs mulets et de cerfs élaphes, due au manque de prédateurs naturels et au statut protégé de cette forêt. Les cerfs mangent les jeunes pousses de peupliers, ce qui limite la croissance de Pando. Le phénomène est limité par un grillage installé autour d'un secteur de la colonie ;
- les maladies ;
- le changement climatique qui entraîne une diminution des ressources en eau.

## Galerie

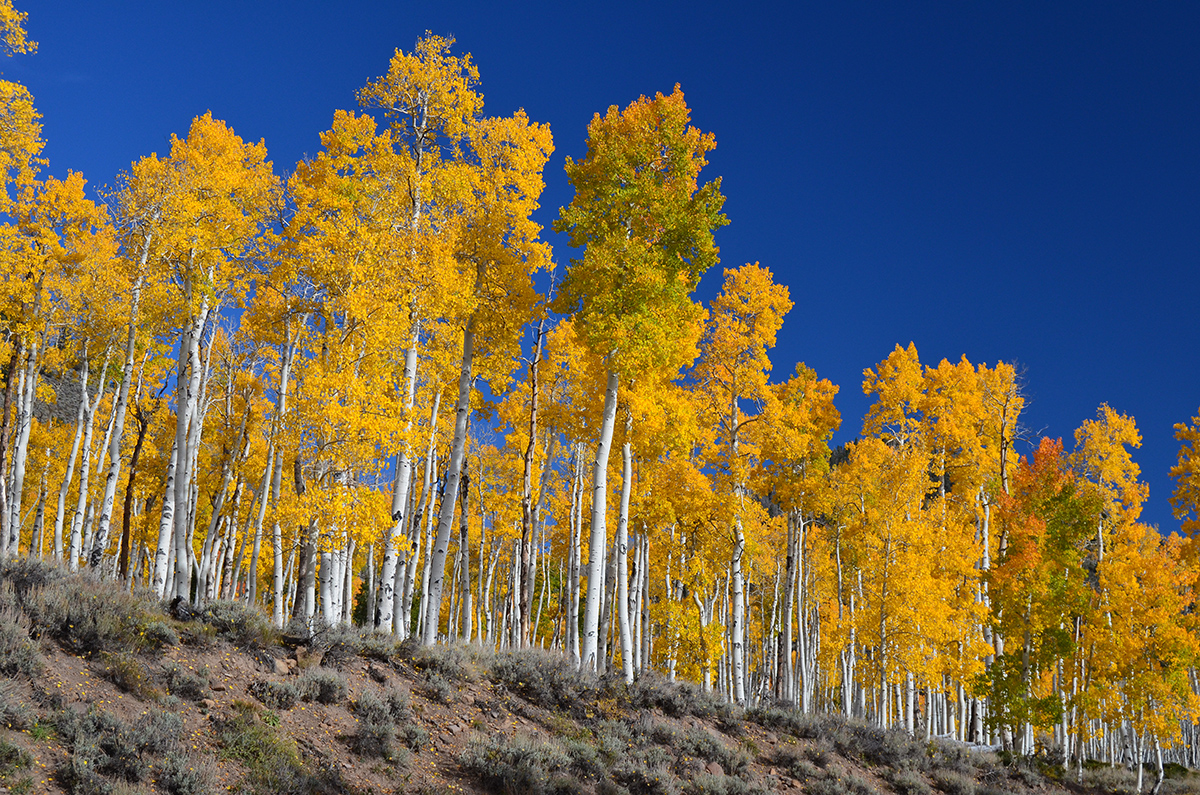
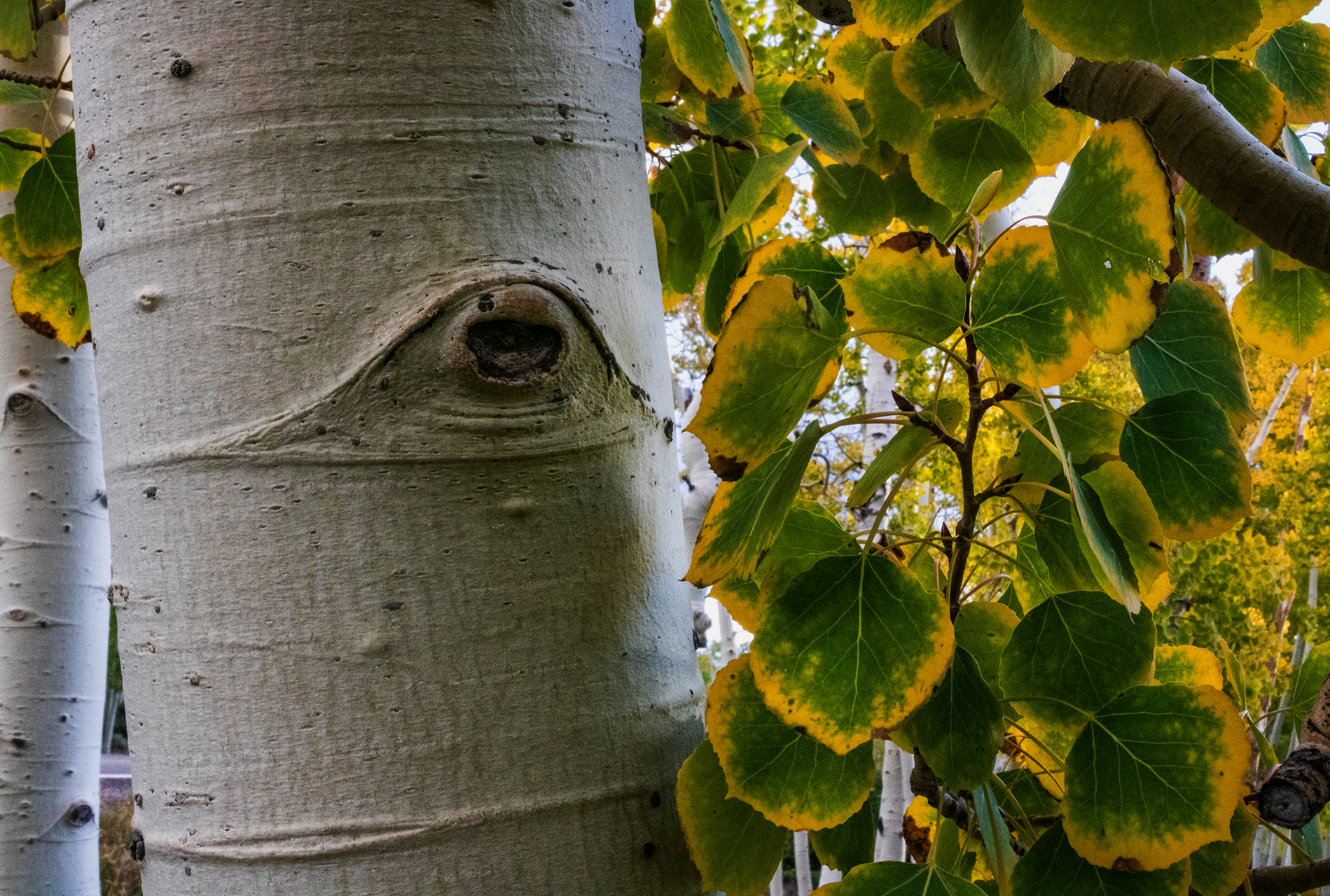
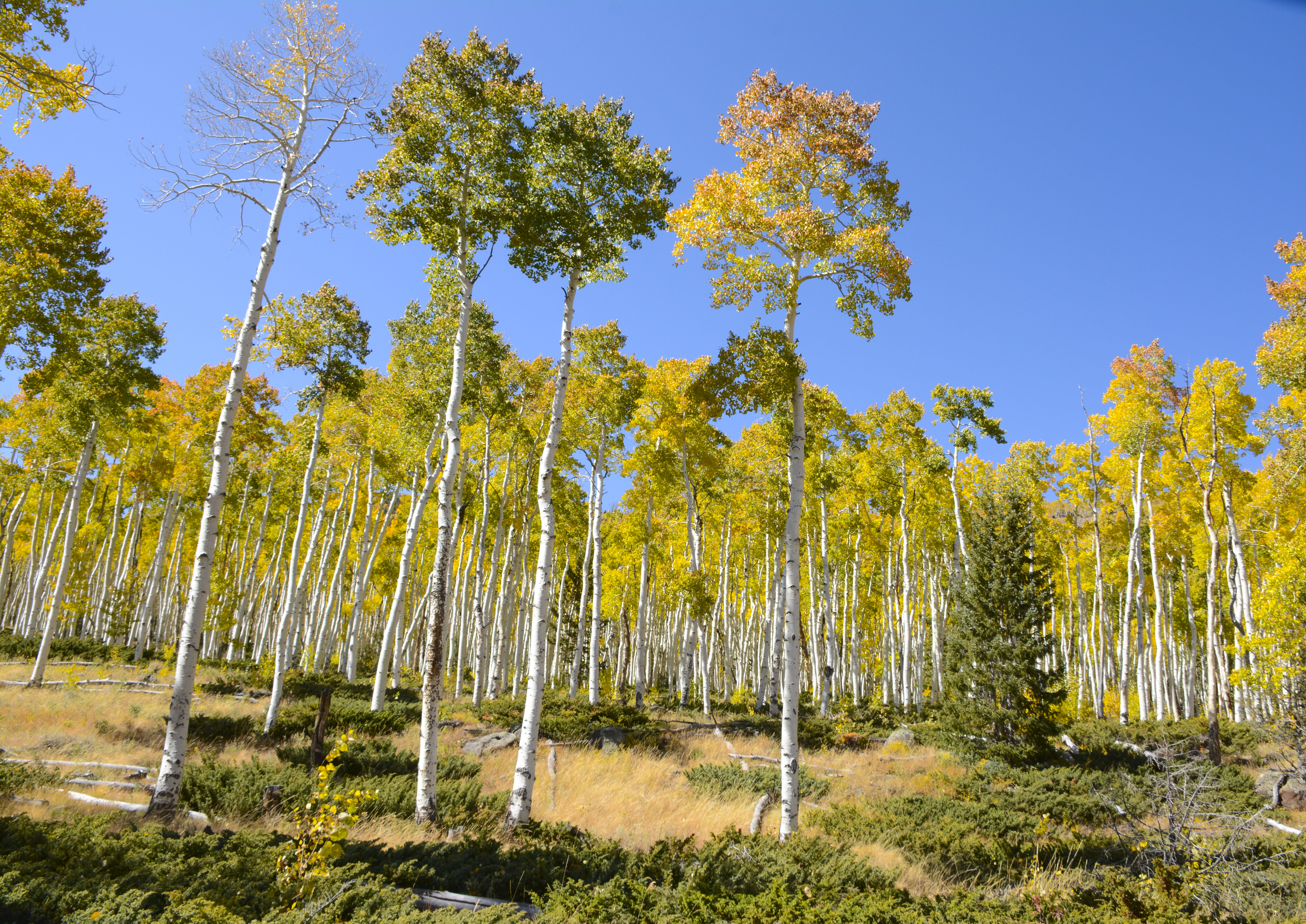
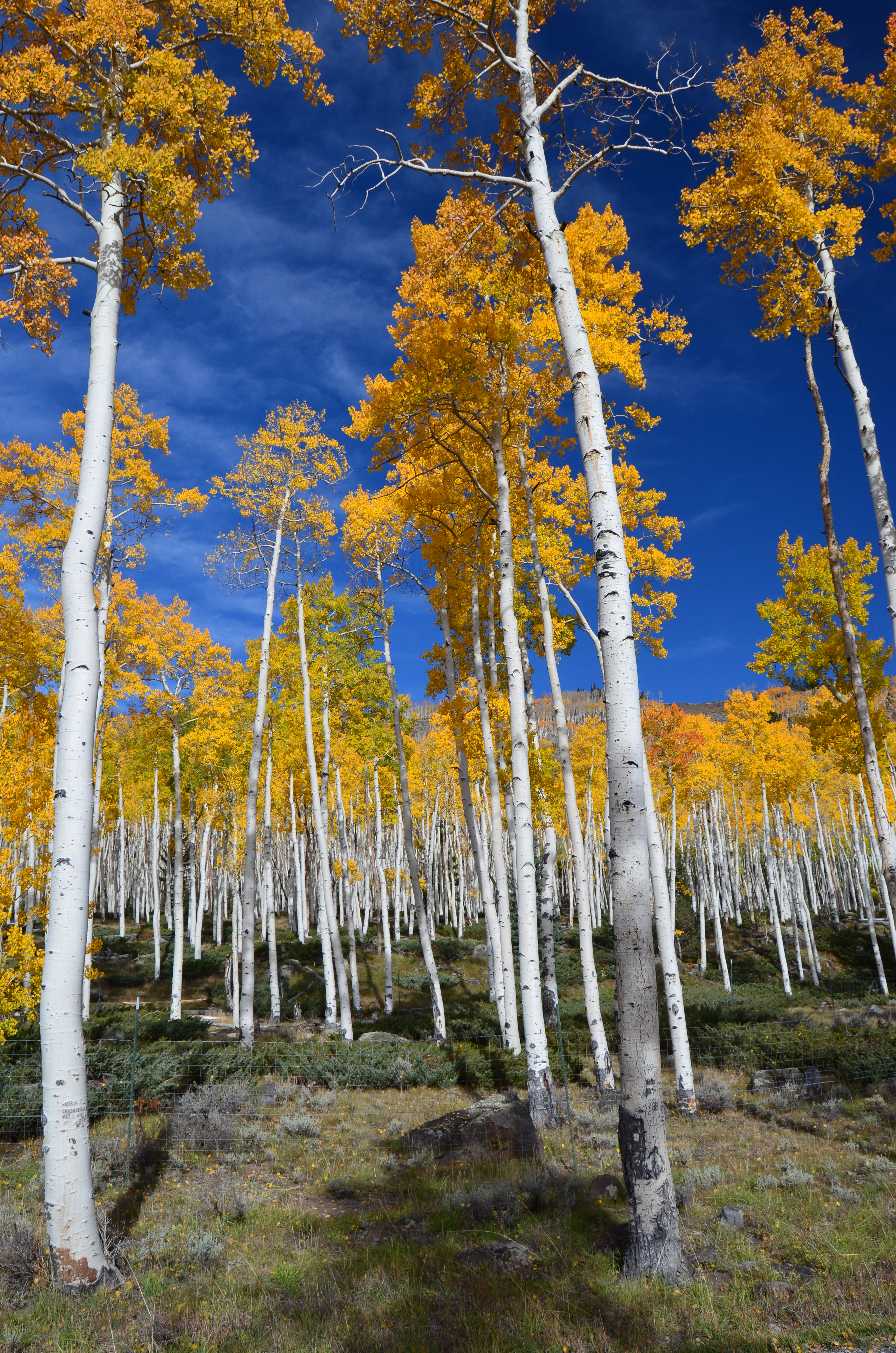